# 西嶋菜々子
西嶋 菜々子（にしじま ななこ、2000年〈平成12年〉8月16日 - ）は、日本のアイドルであり、ナナランドの元メンバー。兵庫県出身。コレットプロモーション所属。星属性。担当カラーは黄色。

## 略歴
- 2018年、SUPER☆GiRLS第4期メンバーを決める『SUPER☆GiRLS 超（スーパー）オーディション!!!!』にSHOWROOMルートでエントリーしたが、スパガ入りはならなかった[注 1]。
- 2019年3月10日、「ナナパレード大阪編(梅田TRAD)」にてナナランドに加入[2]。同年1月26日付で卒業した武井梨緒の後任として、同グループの3代目黄色担当となった。
- 2019年8月19日、白金高輪SELENE b2にて「西嶋菜々子生誕祭2019」を開催[3]。
- 2020年8月16日、白金高輪SELENE b2にて「西嶋菜々子生誕祭2020」を開催[4]。
- 2021年8月21日、白金高輪SELENE b2にて「西嶋菜々子生誕祭2021」を開催[5]。生誕を記念して、『西嶋菜々子 21st Anniversary Photo Book』とPhoto Book オフショットブロマイドが発売された。
- 2022年8月20日、白金高輪SELENE b2にて「西嶋菜々子生誕祭2022」を開催[6]。
- 2023年8月20日、白金高輪SELENE b2にて「西嶋菜々子生誕祭2023」を開催[7]。
- 2024年8月17日、白金高輪SELENE b2にて「西嶋菜々子生誕祭2024」を開催[8]。

## 出演

### テレビ
- バズリズム02（日本テレビ）
  - （2019年7月27日） - スタジオライブ[9]
  - （2020年9月25日） - コーナー出演[10]
- 関内デビル（テレビ神奈川）
  - （2020年3月9日 - 3月13日） - 関内デビル・アルバイト店員
  - （2020年8月24日 - 8月28日） - ウィークリーゲスト
  - （2021年10月19日） - 1デイゲスト
  - （2023年4月21日） - 1デイゲスト

### ラジオ
- クラシック大好きアイドル全員集合！（2019年5月4日、NHK-FM）[11]
- キャッチ！（2020年8月26日、FM滋賀）[12]
- rock field 897（2021年2月1日、InterFM897）[13]
- ナナランドのナナナント!!!!!!!（2021年3月22日、InterFM897）[14]
- rock field 897（2022年1月31日、InterFM897）[15]
- ラジオinews（2023年1月26日、ラジオNIKKEI第1）[16]
- @ JAM応援宣言！”@ JAM THE WORLD”（2024年1月22日、ミクチャ）[17]

### 配信
- DJ Tomoaki’s Radio Show!（2021年3月25日、下北FM）[18]
- マジカルナナランドキッチン #1 マジカルオレンジソース作り！（2021年5月18日、cookpad Live）[19]
- マジカルナナランドキッチン #7 旬の柿でオムライス！（2021年11月18日、cookpad Live）[20]
- 黒嵜菜々子の私を野球に連れてって(2023年12月18日、ニコニコ生放送)
- SHAKE UP WALLOP 木曜日（2024年4月4日、ワロップ放送局）
  - ゲスト出演
- SHAKE UP WALLOP 水曜日（ワロップ放送局）- MC
  - 2024年4月10日
  - 2024年5月8日
  - 2024年5月29日

## 書籍

### 雑誌
- MARQUEE Vol.133（2019年、MARQUEE編集部）[21]
- 週刊SPA! 2/1号（2022年、扶桑社）[22]
- IDOL FILE Vol.25 HAKAMA（2022年、IDOL FILE 編集部）[23]
- IDOL FILE Vol.34（2024年、IDOL FILE 編集部）[24]
- 写真集『西嶋菜々子』[25]

### 新聞
- SPARK2023 × 山梨日日新聞[26]

## 出演
- 夏風、恋する君と私　MV『かたこと』[27]